# Erminie Wheeler-Voegelin
Erminie Wheeler-Voegelin (2 avril 1903 - 10 juillet 1988) est une anthropologue, folkloriste et ethnohistorienne primée.
Ses recherches et sa direction du Great Lakes-Ohio Valley Research Project à l'université de l'Indiana sont utilisées pour soutenir les Amérindiens lors de procès avec le gouvernement américain concernant des revendications de traités.

## Biographie

### Enfance et formation
Erminie était la fille d'Ermine Brooke Wheeler et de Roscoe Wheeler, un ingénieur des mines. Elle est allée au lycée technique d'Oakland, en Californie.
Elle est diplômée de l'université de Californie à Berkeley, en 1923. Après avoir obtenu son diplôme, Erminie se marie et vit à La Nouvelle-Orléans. Après la dissolution de son premier mariage, elle s'installe à St. Petersburg, en Floride, pour écrire dans un journal local avant de retourner à Berkeley et d'obtenir une maîtrise en anthropologie (1930). Sa thèse de maîtrise s'intitule Mythological Elements common to the Kowa and Five Other Plains Tribes (Éléments mythologiques communs aux Kowa et à cinq autres tribus des plaines). Alors qu'elle étudie sous la direction d'Alfred Kroeber au département d'anthropologie de l'université de Californie, Erminie rencontre et épouse son second mari, Carl Voegelin. Ils vivent et travaillent ensemble pendant les deux décennies suivantes.

### Carrière
Elle s'est mariée en secondes noces avec l'anthropologue linguiste Charles F. Voegelin, avec qui elle mène conjointement des travaux de terrain parmi les peuples amérindiens.
En 1933, Eli Lilly, président de l'importante société pharmaceutique de l'Indiana, crée une bourse d'études supérieures à l'université Yale, afin d'honorer l'histoire des Amérindiens du sud de l'Indiana. Charles Voegelin est le premier bénéficiaire de la bourse, mais celle-ci a ensuite été attribuée à Erminie. Des travaux sur le terrain parmi le peuple Tübatulabal du Nord de la Californie, entrepris en 1933, ont conduit à son premier livre, Tübatulabal Ethnography, publié par l'University of California Press en 1941. Elle a la particularité d'être la première femme à recevoir un doctorat en anthropologie de l'université Yale lorsqu'elle obtient son diplôme en 1939 avec une dissertation intitulée Shawnee Mortuary Customs, publiée cinq ans plus tard par l'Indiana Historical Society.
Dans les années 1940, Erminie Wheeler-Voegelin travaille dans la partie supérieure des Grands Lacs, menant des recherches linguistiques et ethnographiques sur le terrain parmi les Ottawas et les Ojibwés vivant dans la péninsule supérieure du Michigan. Spécialiste du folklore amérindien, elle fonde l'American Society for Ethnohistory en 1954 et est son premier rédacteur en chef de la revue Ethnohistory jusqu'en 1964. Elle est également la première personne à donner un cours d'ethnohistoire dans une université américaine.
Erminie Wheeler-Voegelin enseigne l'anthropologie, l'histoire et le folklore à l'université de l'Indiana à Bloomington, à partir de l'automne 1943. Elle reçoit une bourse Guggenheim en 1947 pour poursuivre des études comparatives du folklore et de la mythologie des Indiens d'Amérique et des Esquimaux. En 1948, elle devient présidente de l'American Folklore Society, et de 1949 à 1951, elle est secrétaire de l'American Anthropological Association. Elle édite le Journal of American Folklore de 1941 à 1946 et a remporté le prix du livre de Chicago de l'American Folklore Society en 1950. Elle est l'une des premières personnes intronisées parmi les membres de l'American Folklore Society en 1960.

### Projet de recherche sur les Grands Lacs et la vallée de l'Ohio
À l'université de l'Indiana, Erminie Wheeler-Voegelin dirige également le Great Lakes-Ohio Valley Research Project de 1956 à 1969, date de sa retraite. Le projet est financé par le département américain de la Justice et mène des recherches « pour déterminer les emplacements et les migrations des habitants indigènes de la région des Grands Lacs et de la vallée de l'Ohio pendant la période où les Européens s'installent dans la région ».
Erminie Wheeler-Voegelin supervise une équipe de trois à cinq chercheurs qui examine les collections spéciales des bibliothèques d'Amérique du Nord et d'Europe, rassemblant les documents qui concernaient « toute mention de l'utilisation et de l'occupation des terres par les Amérindiens pour la région des Grands Lacs et de la vallée de l'Ohio ».
Les informations sont utilisées dans des affaires portées devant l'Indian Claims Commission. Les rapports de recherche sur les tribus de la région sont aujourd'hui conservés au Musée d'archéologie et d'anthropologie de l'IU (anciennement le Glenn A. Black Laboratory of Archaeology, Erminie Wheeler Voegelin Archive) dans la collection Great Lakes-Ohio Valley Ethnohistory (GLOVE) de l'université de l'Indiana à Bloomington,.

### Fin de carrière
À sa retraite, Erminie Wheeler-Voegelin s'est installée à Great Falls, en Virginie, pour vivre avec sa fille et son gendre. À l'automne 1985, elle donne ses notes de terrain sur les Chaouanons et ses autres livres et documents professionnels à la Newberry Library de Chicago.
Erminie Wheeler-Voegelin décède d'un arrêt cardiaque le 10 juillet 1988.

## Héritage
En 1982, l'American Society for Ethnohistory crée son prix Erminie Wheeler-Voegelin pour le meilleur ouvrage dans le domaine de l'ethnohistoire.

## Publications (sélection)
- (en) Erminie W. Voegelin, « KIOWA-CROW MYTHOLOGICAL AFFILIATIONS 1 », American Anthropologist, vol. 35, no 3,‎ 9 juillet 1933, p. 470–474 (DOI 10.1525/aa.1933.35.3.02a00060, lire en ligne, consulté le 1er avril 2023).